# 식물공장
식물공장(植物工場, 영어: plant factory)은 식물 재배자가 일년 내내 채소를 지속적으로 생산할 수 있게하는 폐쇄 재배 시스템이다. 이 시설은 빛, 온도, 수분 및 이산화탄소 농도를 인공적으로 제어한다.

## 같이 보기
- 수경 재배
- 수직농업